# Mannheim Tornados
Mannheim Tornados est un club allemand de baseball situé à Mannheim évoluant en championnat d'Allemagne.

## Histoire
Fondé en 1975, le club remporte onze fois le championnat d'Allemagne de baseball sénior et sept fois le championnat national de softball sénior. Il domine le baseball allemand durant les années 1980.
Le club possède actuellement 12 équipes de baseball et de softball.

## Présidents
Voici la liste des présidents du club:
- 1975 - 1978 : Claus Helmig.
- 1978 - 1984 : Jürgen Helmig.
- 1984 - 1991 : Norbert Jäger.
- 1991 - 1997 : Wolfgang Loos.
- 1997 - 2003 : Peter Engelhardt.
- depuis 2003 : Oliver Henke.

## Palmarès
- Champion d'Allemagne sénior de baseball : 1982, 1984, 1985, 1986, 1987, 1988, 1989, 1991, 1993, 1994, 1997.
- Champion d'Allemagne sénior de softball : 1996, 1997, 1998, 1999, 2000, 2003, 2006.